# Lưu Nghị (Đông Tấn)
Lưu Nghị (giản thể: 刘毅; phồn thể: 劉毅; bính âm: Liú Yì, ? – 412), tự Hi Nhạc, tên lúc nhỏ là Bàn Long, người huyện Bái, nước (quận) Bái , tướng lĩnh Bắc phủ binh nhà Đông Tấn trong lịch sử Trung Quốc.

## Đánh đuổi Hoàn Huyền
Ông cụ là Lưu Cự, làm Quảng Lăng tướng. Chú là Lưu Trấn, làm Tả quang lộc đại phu.
Lưu Nghị từ nhỏ có chí lớn, không chăm lo sản nghiệp gia đình, ban đầu làm Tòng sự ở Châu, được Hoàn Hoằng dùng làm Trung binh tham quân thuộc. Hoàn Huyền soán vị, Nghị cùng bọn Lưu Dụ, Hà Vô Kị, Ngụy Vịnh Chi khởi nghĩa, ngầm mưu dẹp Huyền, Nghị dẹp Từ Châu thứ sử Hoàn Tu ở Kinh Khẩu, Thanh Châu thứ sử Hoàn Hoằng ở Quảng Lăng. Lưu Dụ soái bọn Nghị đến Trúc Lý, Huyền sai bộ tướng Hoàng Phủ Phu, Ngô Phủ Chi chống lại nghĩa quân, gặp nhau ở Giang Thừa, lâm trận chém Phủ Chi, tiến đến cầu La Lạc, lại chém đầu Phu.
Huyền cả sợ, sai Hoàn Khiêm, Hà Đạm Chi đóng đồn ở núi Phúc Chu. Bọn Nghị đến Tương Sơn, Dụ sai những người gầy yếu lên núi, cắm thật nhiều cờ xí, Huyền không đếm xuể, càng thêm sợ hãi. Binh sĩ của bọn Khiêm phần nhiều là quân Bắc phủ, không muốn chống lại Dụ, nên không chịu ra đánh. Dụ cùng bọn Nghị chia làm mấy đội, xông vào trận địa của Khiêm, đều dốc sức tử chiến, không ai là không lấy một địch trăm. Gặp lúc gió đông bắc nổi lớn, nghĩa quân phóng hỏa, khói bụi mù trời, tiếng trống dồn dập chấn động kinh thành, các cánh quân của bọn Khiêm tan rã bỏ trốn.
Huyền chạy về phía tây, Dụ lấy Nghị làm Quan quân tướng quân, Thanh Châu thứ sử, cùng Hà Vô Kị, Lưu Đạo Quy đuổi theo Huyền. Huyền bức bách Tấn An đế và Lang Tà vương đi cùng, Nghị và Đạo Quy cùng bọn Hạ Bi thái thủ Mạnh Hoài Ngọc đuổi kịp Huyền. Đôi bên giao chiến ở Tranh Vanh châu, Nghị nương theo chiều gió phóng hỏa. Không còn nhuệ khí, quân của Huyền tan rã, đốt bỏ quân nhu, chạy trốn trong đêm. Tướng của Huyền là bọn Quách Thuyên, Lưu Nhã tập kích, chiếm được Tầm Dương, Nghị sai Vũ uy tướng quân Lưu Hoài Túc đánh dẹp.

## Trấn áp phiến quân
Sau khi Huyền chết, Hoàn Chấn, Hoàn Khiêm mấy lần tụ quân chống Nghị ở Linh Khê. Tướng của Huyền là Phùng Cai đem quân giúp Chấn, Nghị tiến công, bị Chấn đánh bại, lui về Tầm Dương, chịu miễn quan, sau đó được khôi phục. Lưu Dụ lệnh cho Hà Vô Kị chịu sự chỉ huy của Nghị, Vô Kị không bằng lòng, thường tự ý làm việc. Nghị ghét Vô Kị không nghe lệnh, miễn chức Lang Tà nội sử của ông ta, lấy cớ Vô Kị là Phụ quốc tướng quân, cần chuyên tâm coi việc quân, nên Vô Kị cùng ông bất hòa. Nghị bèn tự nhận lỗi về mình, người thời ấy cho ông là đúng.
Nghị mấy lần cùng Đạo Quy đưa quân ra khỏi Tầm Dương. Hoàn Lượng tự đặt hiệu là Giang Châu thứ sử, ông sai Lưu Kính Tuyên đánh đuổi hắn. Nghị đến Hạ Khẩu. Khi ấy đồng đảng của Hoàn Chấn là Phùng Cai đóng quân ở Đại Ngạn, Mạnh Sơn Đồ chiếm cứ Lỗ Thành, Hoàn Sơn Khách giữ lũy Yển Nguyệt, lên đến vạn người, thuyền hạm nối dài hai bên bờ, thủy lục nương tựa nhau. Nghị đốc quân đánh dẹp, chưa đến Phức Khẩu, gặp gió thổi mất hơn ngàn người. Ông cùng bọn Lưu Hoài Túc, Tác Mạc đánh Lỗ Thành, Đạo Quy đánh lũy Yển Nguyệt, Hà Vô Kị cùng Đàn Chi bày thuyền hạm ở giữa dòng, đề phòng kẻ địch xổng mất. Nghị tự khoác giáp trụ, lên thành nửa ngày thì cả hai nơi đều vỡ, bắt sống Sơn Khách, còn Phùng Cai trốn thoát. Ông tiến quân dẹp Ba Lăng. Triều đình lấy Nghị làm Sứ trì tiết, Duyện Châu thứ sử, tướng quân như cũ.
Nghị ban bố hiệu lệnh nghiêm chỉnh, đi qua các nơi, trăm họ đều yên vui. Nam Dương thái thú Lỗ Tông Chi hưởng ứng ông, tập kích Tương Dương, phá Hoàn Úy. Các cánh quân của bọn Nghị đến Mã Đầu thuộc Giang Lăng. Hoàn Chấn bắt giữ Tấn An đế, ra đóng trại bến sông. Tông Chi lại phá tướng địch là Ôn Giai, Chấn tự đi đánh Tông Chi. Nghị nhân đó soái các cánh quân của bọn Vô Kị, Đạo Quy phá Phùng Cai ở Dự Chương khẩu, thuận gió mà tiến, vào được Giang Lăng. Chấn nghe tin mất thành, cùng Hoàn Khiêm chạy lên phía bắc, Đế được trở về với triều đình. Nghị bắt đồng đảng của Huyền là bọn Biện Phạm Chi, Dương Tăng Thọ, Hạ Hầu Sùng Chi, Hoàn Đạo Cung, đều chém đi. Hoàn Chấn mấy lần cùng Phù Hoành từ Vân Thành tập kích chiếm lại Giang Lăng, cùng Lưu Hoài Túc giằng co. Nghị sai bộ tướng đánh Chấn, giết đi, rồi chém được tướng của Huyền là Hoàn Trân. Ông lại nhổ được Thiên Lăng, chém thái thú của Huyền là Lưu Thúc Tổ ở Lâm Chướng. Nhưng kẻ nắm quân tự đặt hiệu có đến vài chục, Nghị đều đánh dẹp được. Hai châu đã dẹp, triều đình lấy Nghị làm Phủ quân tướng quân. Bấy giờ bọn Điêu Dự làm loạn, đóng quân ở Tương Trung, Nghị sai tướng chia ra đi dẹp, đều diệt được.
Khi xưa Nghị đang để tang ở nhà, gặp dịp khởi nghĩa, bèn khoác áo gai đen làm việc. Đến nay, việc quân tạm ổn, ông dâng biểu xin về Kinh Khẩu, cho trọn việc tang. Triều đình không cho, có chiếu lấy Nghị làm Đô đốc chư quân sự của Dự Châu, 5 quận Hoài Nam, Lịch Dương, Lư Giang, An Phong, Đường Ấp thuộc Dương Châu, Dự Châu thứ sử, Trì tiết, tướng quân, thường thị như cũ, văn vũ trong phủ của ông đều được theo về Tây phủ . Nhờ công nhiều lần khuông phò, được phong Nam Bình quận Khai quốc công, kiêm Đô đốc Tuyên Thành quân sự, cấp 1 bộ Cổ xuy. Lương Châu thứ sử Lưu Trĩ làm phản, Nghị sai tướng đánh dẹp bắt về.
Ngày trước Hoàn Huyền ở Nam Châu dựng một căn nhà Trai, vẽ hình rộng cuộn trên vách, gọi là Bàn Long trai. Tên lúc nhỏ của Nghị là Bàn Long, đến nay, vào sống ở chỗ đấy. Ít lâu sau được tiến hiệu Vệ tướng quân, Khai phủ nghi đồng tam tư.

## Đại bại Tang Lạc
Khi Hà Vô Kị bị Lư Tuần đánh bại, nghĩa quân thừa thắng mà tiến, triều đình chấn động kinh hãi. Nghị sửa soạn thuyền hạm đi dẹp, sắp lên đường lại phát bệnh, mọi người đều lo lắng. Triều đình bàn bạc muốn đưa Đế lên phía bắc tìm đại quân của Lưu Dụ, thì ông khỏi bệnh, sắp đem quân nam chinh, Dụ gởi thư cho Nghị nói rằng: "Tôi cùng yêu tặc giao chiến, hiểu sự khác thường của họ. Nay việc sửa thuyền gần xong, (tôi) sẽ đi trước đập tan bọn chúng. Ngày dẹp xong giặc, công việc ở thượng lưu xin cùng nhau gánh vác." Lại sai em họ Nghị là Lưu Phiên đến ngăn cản, ông cả giận, nói với Phiên: "Chính ta ngày xưa đã đưa hắn lên cao, mày xem ta có chỗ nào không bằng Lưu Dụ!" rồi ném thư xuống đất.
Nghị bèn phát ra 2 vạn thủy quân đến Cô Thục. Tướng nghĩa quân là Từ Đạo Phúc khuyên thủ lĩnh Lư Tuần dốc toàn quân đánh Nghị, nghĩa quân hội họp ở Ba Lăng. Đôi bên giao chiến ở Tang Lạc châu, Nghị thua trận, bỏ thuyền, đem mấy trăm người lên bờ chạy trốn, những người còn lại đều bị nghĩa quân bắt được, quân nhu đầy khoang đều bị bỏ lại. Ông trên đường chạy trốn, đói khát khổ sở, những người đi theo chỉ còn sống sót hai, ba phần mười; Tham quân Dương Thúy hết sức bảo vệ, nên mới thoát nạn. Lưu Dụ an ủi rất nhiều, miễn hết tội trạng, cho giữ nguyên chức. Nghị bèn lấy Thúy làm Tư nghị tham quân.

## Muốn gì được nấy
Khi Lưu Dụ đi dẹp Lư Tuần, có chiếu cho Nghị ở lại trông coi mọi việc trong ngoài. Ông lấy cớ thua trận, xin giải nhiệm, giáng làm Hậu tướng quân. Sau đó chuyển làm Vệ tướng quân, Khai phủ nghi đồng tam tư, Giang Châu đô đốc. Nghị dâng biểu lấy cớ Giang Châu bị Hoàn Huyền tàn hại rất nhiều, trăm họ lưu tán, xin dời quân phủ đến Dự Chương, vốn là châu trị của Giang Châu; chỉ trích thứ sử Dữu Duyệt tuy có phủ dụ dân chúng, nhưng không biết cách quản lý; đề xuất lập thêm quân phủ ở Tầm Dương để trấn áp người Man.
Triều đình giải chức Dữu Duyệt, cho phép ông dời đến trấn thủ Dự Chương, cho bộ tướng của ông là Triệu Khôi đưa 1000 quân đến trấn thủ Tầm Dương. Ít lâu sau Nghị được thăng làm Đô đốc chư quân sự của 4 châu Kinh, Ninh,Tần, Ung, 4 quận Hà Đông, Hà Nam, Quảng Bình thuộc Ti Châu, Nghĩa Thành thuộc Dương Châu, Vệ tướng quân, Khai phủ nghi đồng tam tư, Kinh Châu thứ sử, Trì tiết, công tước như cũ. Ông dâng biểu cho rằng Kinh Châu còn không đầy 10 vạn hộ, khí giới thiếu thốn; Quảng Châu tuy bị tàn hại nhưng vẫn còn giàu mạnh. Vì thế triều đình cho Nghị gia chức Đốc Giao, Quảng 2 châu.
Nghị lại tâu xin lấy Đan Dương doãn Si Tăng Thi làm Nam Man hiệu úy Hậu quân tư mã, Mao Tu Chi làm Nam Quận thái thú, Lưu Dụ đều nhận lời, lấy Lưu Mục Chi thay làm Đan Dương doãn. Nghị dâng biểu xin đến Kinh Khẩu từ biệt mộ tổ tiên, Dụ đến gặp ông ở Nghệ Đường để cùng đi. Nghị đến Giang Lăng, thay đổi rất nhiều quan chức, mang theo quân đội Giang Châu cùng văn vũ của Dự Châu tây phủ cả thảy hơn vạn người, không chịu giao trả, lại nói có bệnh, xin lấy em họ Duyện Châu thứ sử Lưu Phiên đến làm phó cho mình.

## Tại họa ập đến
Lưu Dụ kết luận Nghị đã sinh lòng khác, bèn vờ nhận lời, gọi Phiên từ Quảng Lăng vào triều rồi bắt giết ông ta, sau đó tự soái quân đi dẹp Nghị, mệnh bọn Vương Trấn Ác, Khoái Ân đưa quân đi trước đến Dự Chương khẩu, ở bến sông thiêu hủy tất cả thuyền hạm rồi tiến quân. Gần đến thành còn 5, 6 dặm, Tham quân Chu Hiển Chi của Nghị muốn ra bến sông thì gặp Trấn Ác, đài quân nói: "Lưu Duyện Châu đến!", Hiển Chi hỏi: "Lưu Duyện Châu ở đâu?", đáp: "Đằng sau!" Hiển Chi không tìm thấy Lưu Phiên, biết là không ổn, quay lại đưa hơn ngàn quân bản bộ về giúp Nghị.
Bọn Trấn Ác chiếm được thành ngoài, Nghị thủ thành trong, lực lượng tinh nhuệ còn trên mấy ngàn người, giao chiến đến quá trưa, Trấn Ác gởi thư của Lưu Dụ vào thành trong, ông giận không mở ra mà đốt đi. Nghị mong có cứu binh ở ngoài, đốc thúc sĩ tốt ra sức chiến đấu. Quân của Nghị biết Lưu Dụ cũng đến, chẳng còn lòng dạ nào. Đến chiều, Trấn Ác đốt các cửa, dốc sức tấn công, quân của Nghị tan rã, ông lên ngựa theo cửa bắc một mình bỏ chạy, ra khỏi Giang Lăng 20 dặm thì treo cổ mà chết.
Sáng hôm sau, cư dân phát hiện, báo tin cho đài quân, xác của Nghị bị chặt đầu treo ở chợ. Con cháu đều bị giết, anh Nghị là Lưu Mô chạy đến Tương Dương, bị Lỗ Tông Chi chém đầu đưa về kinh sư.

## Tính cách

### Khoe khoang, ngạo mạn
Nghị tính cương cường, dũng mãnh, thâm trầm, quyết đoán, lại phóng túng, ngang bướng. Ông cùng Lưu Dụ làm nên nghiệp lớn, tuy công lao ở dưới ông ta, rất hay khoe khoang, không chịu kém cạnh. Về sau ở châu, thường tấm tức không vui, Dụ đều mềm mỏng mà vỗ về. Mỗi lần xem sử sách, đến chỗ Lận Tương Như nhường nhịn Liêm Pha, liền than thở rằng không thể làm được như vậy. Thường nói: "Hận không gặp được Lưu, Hạng, cùng họ tranh giành Trung Nguyên." Lại nói với Si Tăng Thi rằng: "Xưa Lưu Bị có Khổng Minh, như cá gặp nước. nay tôi và anh tuy tài năng không bằng người xưa, nhưng việc thì có thể nói là như nhau."
Khi Lưu Dụ chinh thảo Lư Tuần, khải hoàn trở về, Đế bày tiệc ở Tây Trì, có chiếu lệnh mọi người làm thơ. Thơ của Nghị là "六國多雄士, 正始出風流" (Hán Việt: lục quốc đa hùng sĩ, chánh thủy xuất phong lưu, Tạm dịch: 6 nước nhiều hào kiệt, mới tỏ được phong lưu). Lưu Dụ chiến công hiển hách, Nghị không bì kịp. Nhưng Dụ xuất thân bình dân, học thức kém cỏi, nên Nghị luôn cố gắng tỏ ra văn nhã có thừa, kết giao thân thiết với bọn Tạ Hỗn, Si Tăng Thi đều có văn tài nổi tiếng đương thời. Về sau Hỗn bị giết đồng thời với Lưu Phiên; sau khi Nghị thất bại, Dụ vào Giang Lăng giết Tăng Thi.

### Đố kỵ, hẹp hòi
Ngày nọ mọi người chơi Xư Bồ (trò đánh bạc có 5 thẻ gỗ) ở Đông phủ (trị sở của Dương Châu thứ sử, tức Lưu Dụ), tiền cược lên đến mấy trăm vạn. Không ai ném được cao hơn mức Độc (3 đen 2 trắng), chỉ còn Lưu Dụ và Lưu Nghị là chưa ném. Lưu Nghị ném ra Trĩ (4 đen 1 trắng), vô cùng cao hứng, trút áo xuống giường, nói: "Không phải là không thể ném ra Lư (5 đen 0 trắng), chỉ vì không cần làm thế!" Dụ ghét lắm, nắm thẻ gỗ hồi lâu, nói: "Anh đã thách thức thì tôi xin đáp lại!" rồi ném ra, được ngay 4 mặt đen, còn 1 thẻ vẫn đang xoay chuyển. Dụ hét lên lớn 1 tiếng, tấm thẻ này ngã ra mặt đen, là Lư. Nghị sa sầm nét mặt, hồi lâu mới nói: "Cứ nghĩ rằng anh không thể làm được!" Nghị càng ngày càng đố kỵ với Dụ, sau khi đến châu, ngoài thì không ngừng tăng cường thực lực, trong thì liên kết với bọn Tạ Hỗn, tìm cơ hội lật đổ Dụ, cho đến lúc bị tiêu diệt.
Trong những năm Long An (397 - 401), Dữu Duyệt còn làm Tư đồ trưởng sử, từng đến Kinh Khẩu. Nghị bấy giờ còn nghèo túng, cùng thân nhân bạn bè trong phủ tụ tập ở Đông Đường chơi Xuất Xạ (trò đánh bạc ném mũi tên, hòn sỏi,… vào lọ, thường kèm theo hát xướng), thì Duyệt đưa bọn liêu tá đến đuổi đi. Nghị nói rằng: "Bọn Nghị là người nghèo túng, gặp mặt vui chơi rất khó. Anh có thể ở chỗ khác, đợi đến ngày mai hãy ở đây." Duyệt không cho. Mọi người giải tán, một mình Nghị ở lại chơi Xuất Xạ. Đến bữa Duyệt ăn thịt ngỗng, Nghị xin đồ thừa, Duyệt không đáp lại, Nghị vẫn ngậm hờn. Về sau Duyệt làm Giang Châu thứ sử, Nghị làm Giang Châu đô đốc. Nghị tìm cách đuổi Duyệt khỏi trị sở Dự Chương, còn sai người nói cho ông ta biết ý định của mình, khiến Duyệt phẫn uất mà chết. Có thể thấy Nghị hẹp hòi như thế nào!

## Dật sự
Bọn Vương Trấn Ác bất ngờ tấn công, ngựa của Lưu Nghị đều ở thành ngoài. Khi muốn đột vây, lại không tìm được ngựa, ông bèn đến chỗ con trai Lưu Túc Dân lấy ngựa, Túc Dân không cho. Chu Hiển Chi nói với Túc Dân: "Người ta muốn bắt cha mày, mà tiếc con ngựa không cho, mày nay muốn tự chạy, còn chạy được đến đâu?" rồi cướp ngựa mà đưa cho Nghị .
Khi xưa Hoàn Úy trốn vào chùa Ngưu Mục, được nhà sư là Xương che giấu, Nghị giết Xương. Đến nay Nghị chạy đến chùa Ngưu Mục, nhà chùa lấy cớ ấy không dám nhận, ông hết đường đành phải treo cổ tự sát.